# Donghak
Donghak (Aprendizaje Oriental) fue un movimiento académico dentro del neoconfucianismo coreano fundado en 1860 por Choe Jeu. El movimiento Donghak surgió como reacción al seohak (西學, "Aprendizaje Occidental"), y llamaba a volver a la "Vía Celestial". Pese a haber surgido como un movimiento de reforma y reavivamiento de las enseñanzas confucianas, evolucionó de forma gradual hacia la religión conocida en la actualidad como cheondogyo bajo la dirección del tercer patriarca.

## Historia
La dinastía Joseon tardía, que patrocinó el neoconfucianismo como ideología de estado, vio una creciente polarización entre los estudiosos confucianistas ortodoxos y los esfuerzos de otros estudiosos confucionistas para reavivar la ética social y reformar la sociedad. La creciente presencia y presión desde Occidente crearon un sentido de urgencia entre los reformadores, y así Choe Jeu primero escribió su tratado "Libro Completo del Aprendizaje Oriental", o Dongkyeong Daejon (동경대전, 東經大全). Este tratado marcó el primer uso del término "Aprendizaje Oriental" y pidió rechazar a Dios (en su sentido cristiano) y otros aspectos de la teología cristiana.
Choe estaba preocupado por la intrusión del cristianismo (천주교, Cheonjugyo Catolicismo), y la ocupación anglo-francesa de Pekín. Creía que la mejor manera de contrarrestar la influencia extranjera en Corea era introducir la democracia, establecer los derechos humanos y crear un paraíso en la Tierra independiente de injerencias extranjeras.

Mi mente es tu mente. ¿Cómo la pueden conocer los hombres? Pueden conocer el Cielo y la tierra, pero no pueden conocer el espíritu. Aun así yo soy el espíritu. Ahora tu obtendrás esta verdad eterna, cultívala, escríbela, y enséñala a la gente. Y debes establecer la ley y publicarla. Entonces serás inmortal y brillarás sobre el mundo.
Chondogyo kyongjon

En 1892 los pequeños grupos del movimiento Donghak se unieron en un solo Ejército Campesino Guerrillero o Ejército Campesino Donghak. Los campesinos labraban los campos durante el día pero, durante la noche, se armaban y asaltaban a oficiales del gobierno, mataban a terratenientes ricos, mercaderes y extranjeros. Confiscaban las propiedades de sus víctimas para su redistribución.
Choe Jeu fue ejecutado como un criminal por el gobierno. El movimiento lo lideró a partir de entonces Choe Si-Hyeong (1829–1898), que sistematizó su doctrina. También fue ejecutado.
En 1898, después de la ejecución de Choe Si-Hyeong, el líder del Donghak, Son Byong-Hi, buscó asilo político en Japón. Después de la Guerra ruso-japonesa de 1904, volvió a Corea y estableció el Chinbohoe ("Sociedad Progresiva"), un nuevo movimiento cultural y reformista diseñado para revertir la disminución de la suerte de la nación y para crear una nueva sociedad. A través del Donghak dirigió un movimiento a nivel nacional que tenía por objetivo la mejora social a través de la renovación de las viejas costumbres y de las formas de vida. Cientos de miles de miembro del Donghak se cortaron su pelo largo y empezaron a vestir con ropas simples y modestas. Hubo manifestaciones no violentas realizadas por miembros del Donghak a favor de la mejora de las condiciones sociales durante el año 1904. Este conjunto coodrinado de actividades pasó a conocerse como la Revolución Campesina Donghak.
Bajo el tercer patriarca del movimiento Donghak, Son Byeong-hui, el movimiento se convirtió en una religión denominada Cheondogyo o Cheondoismo, la cual cuenta con seguidores en ambas Coreas.

## Choe Jeu
El tratado de Choe Jeu llamaba a volver al concepto neconfuciano del Cielo (según la interpretación filosófica taoísta), con énfasis en la autoconocimiento y la mejora de la naturaleza propia. Tal y como escribió Choe, la Vía Celestial estaba en la mente de cada uno, y solo al mejorar la naturaleza propia, uno podría alcanzar la Vía Celestial.
El Donghak no venía acompañado de ninguna doctrina sistematizada. Choe improvisaba a medida que ocurrían los acontecimientos. No tenían ningún plan o visión de cómo se podría establecer el paraíso en la Tierra y no especificó lo que significaba el "paraíso" con la excepción de que todas las personas eran iguales. Sin embargo, la defensa de la democracia, de los derechos humanos y del nacionalismo coreano por parte de Choe, llegó al corazón de las guerrillas campesinas y el Donghak se extendió rápidamente por toda Corea. Los revolucionarios progresistas organizaron a los campesinos en unidades cohesionadas de combate.